# 빅토르 아키노
빅토르 마르셀리노 아키노 모레노(스페인어: Víctor Marcelino Aquino Moreno, 1985년 11월 26일 ~ )는 파라과이의 축구 선수이며, 포지션은 공격수다. 현재 페루 프리메라 디비시온의 CD 우니베르시다드 세사르 바예호에서 활약하고 있다.

## 축구인 경력

### 클럽 경력
아퀴노는 2007년 파라과이의 축구 클럽 산 로렌소에서 프로 선수로 데뷔했다. 2009년 포르투갈 1부 리그 소속 팀 마리티무와 계약했고, 같은 해 2월 1일 아소시아상 나발 1º 드 마이우과의 대결에서 교체선수로 출전하여 88분에 결승골을 기록하였다. 짧았던 포르투갈 시절을 뒤로 하고, 2009년 나시오날과 계약하며 다시 남미 생활을 이어 나갔다.
2016년 콜롬비아 1부 리그 소속 팀 데포르테스 톨리마에서 31경기에 출전하고 9골을 기록하였다.
2016년 12월 27일 대한민국 K리그 챌린지의 서울 이랜드 FC에 입단하였다는 소식이 공식 페이스북을 통해 알려졌고, 국내 기사에도 인용되었다.

그러나 12월 30일 베네수엘라 프리메라 디비시온의 데포르티보 타치라에서도 아키노를 영입했다는 소식이 전해졌다. 이 소식을 접하자 K리그 팬들은 혼란을 빚었고, 이내 서울 이랜드 FC가 공식 페이스북을 통해 구단의 실수였음을 시인했다.